# Скандинавский дизайн
Скандинавский дизайн — направление в промышленном, интерьерном и предметном дизайне северно-европейских стран: Дании, Швеции, Финляндии, Норвегии и Исландии — в 1930—1950-е годы. В некоторых случаях под понятие скандинавский дизайн подводят дизайн северных стран всего XX века — начала XXI века, считая единство его прикладных и концептуальных элементов точным выражением художественного принципа XX века.

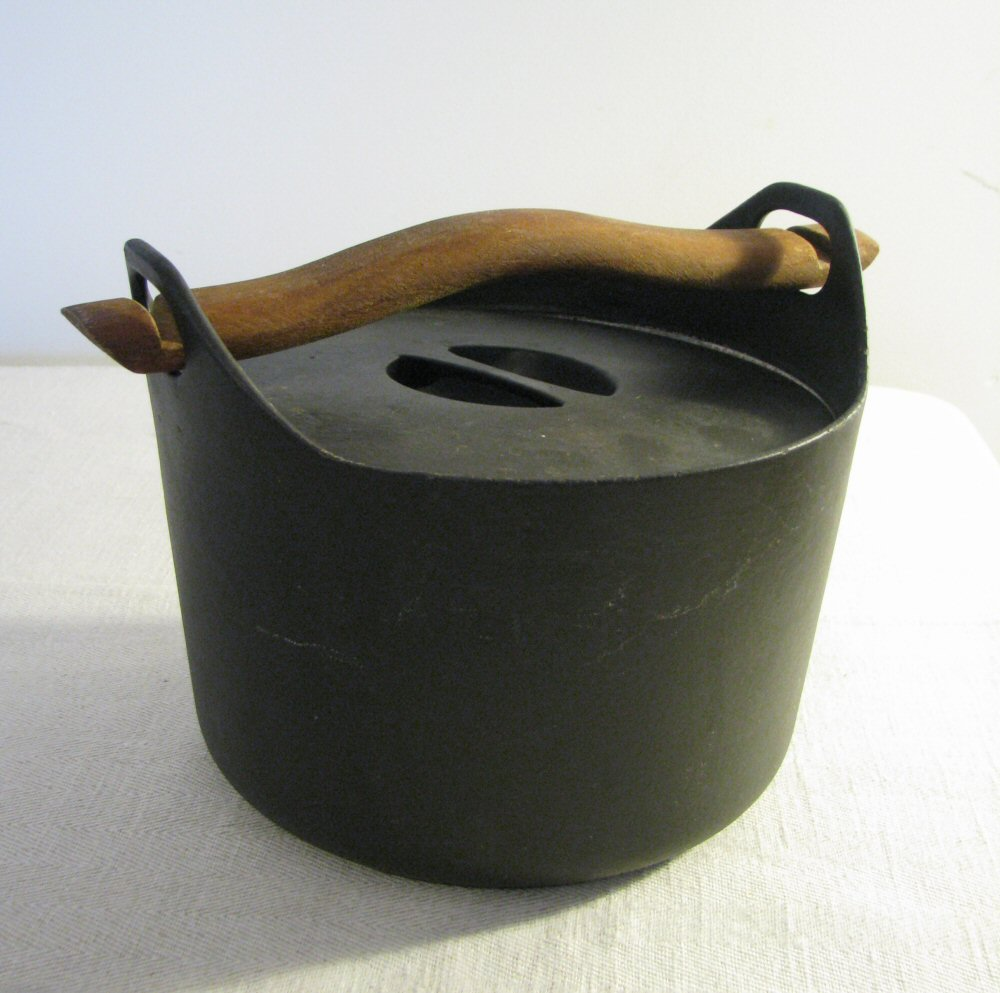
Чугунок Тимо Сарпанева (1959), одна из эмблем скандинавского дизайна

## Датский дизайн

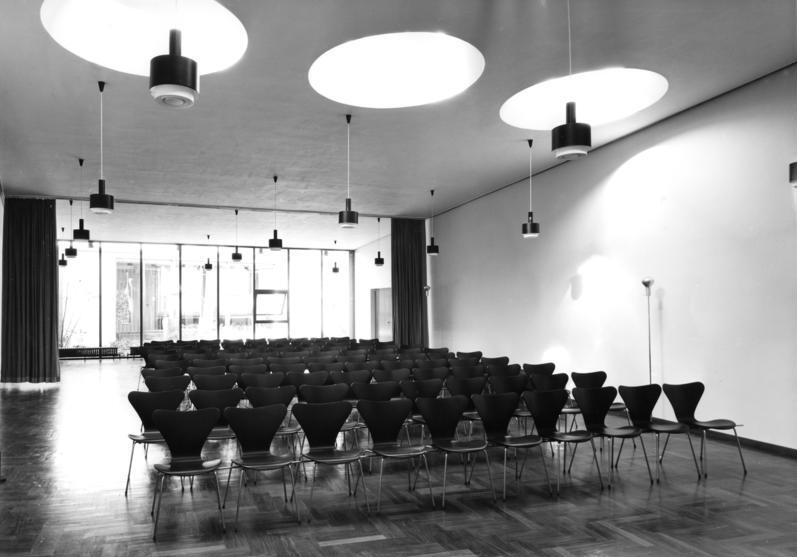
Арне Якобсен, Кресла Серии 7, Дизайн 1955 г. Зал Бетховен, Бонн

Отправную точку этого направления дизайна принято связывать со средневековой традицией — основные институции сформировались в XVI веке, когда были созданы основные ремесленные гильдии. Тем не менее, основные черты дизайна в Дании сложились под влиянием новой художественной традиции XX века: стиля модерн, а затем — функционализма, интернационального стиля, модернизма и традиции Баухауза. Датский дизайн, чьей отправной точкой можно считать деятельность королевской фарфоровой мануфактуры Royal Copenhagen, основанной в 1775 году, испытал заметное влияние неоклассической и романтической традиции. Движение искусств и ремесел также было близко датской художественной идее, его идеологической и бытовой традиции.
Одна из особенностей дизайна первой половины XX века в Дании — соединение традиции классицизма, Движения искусств и ремесел, модерна и модернизма. Один из примеров этого направления — работы Георга Йенсена. Развитие новых форм и нового стиля в датском дизайне связано с деятельностью журнала Kritisk Revy, который способствовал распространению идей модернизма, конструктивизма и Баухауза.
Дизайн второй половины XX века связан с последовательной интеграцией в интернациональную систему. Датская традиция 1950—1970-х годов — это использование обтекаемых форм (Арне Якобсен), новых материалов (Вернер Пентон) и новых технологических систем (Bang & Olufsen). Как многие приверженцы интернационального стиля, представители датского дизайна воспринимали объект и вещь как квинтэссенцию концепции и идеи. Одной из ключевых особенностей датского дизайна можно назвать внимательное отношение к материалам и стремление продемонстрировать их физические характеристики (например, «Стул-муравей» Арне Якобсена). Эта традиция чувства материала в середине XX века была перенесена на новые предметы и фактуры, в частности — пластик, стекло и металл.
- Кай Бойесен
- Ханс Вегнер
- Нильс Гаммельгард
- Нанна Дитцель
- Георг Йенсен
- Кааре Клинт
- Арнольд Крог
- Борге Могенсен
- Вернер Пантон
- Пауль Хеннингсен
- Фриц Хансен
- Альфред Хоманн
- Финн Юль
- Арне Якобсен
- Bang & Olufsen
- BoConcept
- Royal Copenhagen

## Шведский дизайн
Идеи шведского дизайна связывают с концепцией протестантской этики, сформулированной Максом Вебером. Эта идеологическая доктрина предполагает строгость, сдержанность, рассматривает честный и достойно вознаграждаемый труд как часть религиозной идентификации. Отправной точкой шведского дизайна является период символизма и модерна, когда в Швеции сформировался собственный художественный язык под влиянием национальной школы классицизма, романтизма, сентиментализма, импрессионизма и шведской символической традиции. Наиболее заметным и влиятельным художником этого времени можно считать Карла Ларссона.
Шведский дизайн исходит из преимуществ обеспеченного и устойчивого, но не вызывающего стиля жизни. Дизайнерская традиция Швеции в XX веке — это соединение идей движения искусств и ремесел и его идеи домашнего комфорта с традицией радикального модернизма. Для Швеции дизайн стал формой национальной идентичности, способом создания и выражения национального характера, который обладает своими уникальными чертами и в то же время включен в систему европейских ценностей.
- Гуннар Асплунд
- Гуннар Веннерберг
- Бьерн Дальстрем
- Карл Ларссон
- Ингеборг Лундин
- Бруно Матссон
- Сигурд Перссон
- Ингегерд Раман
- Сикстен Сасон
- A&E Design
- Ericsson
- Electrolux
- Gustavsberg
- Hasselblad
- IKEA
- Volvo

## Финский дизайн

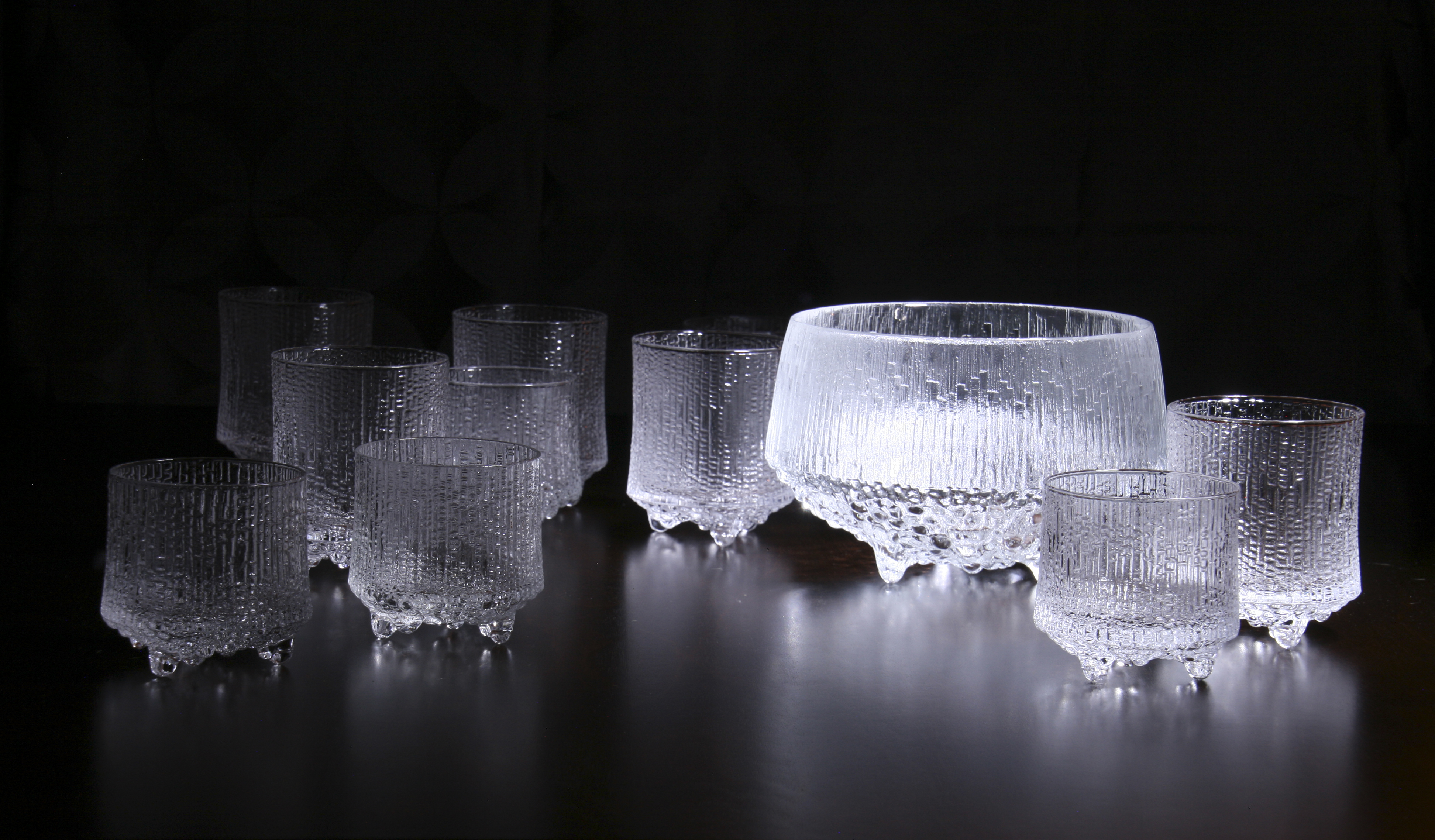
Тапио Вирккала, 1968, Серия Ultima Thule

Зарождение и подъем финского дизайна связывают с явлением национальной романтики, которое сложилось в XIX — начале XX веков. Издание Калевалы Элиасом Леннротом в 1835, влияние шведской архитектуры второй половины XIX века и обретение независимости в 1917 году создали условия формирования национальной художественной школы в области дизайна. Особенность финской школы — соединение национальной традиции и принципов интернациональной архитектурной доктрины. В первой половине XX века финский дизайн сформировался под влиянием идей модернизма. В частности, работы Алвара Аалто принимали участие в этапной выставке «Современная архитектура: интернациональная выставка», которая в 1932 году проходила в Музее современного искусства в Нью-Йорке и, по сути, дала толчок к развитию интернационального стиля. Финляндия стала одной из важнейших стран как в смысле распространения интернационального стиля, так и с точки зрения развития дизайна в целом. Классический финский дизайн соединил элементы традиционной культуры (Тимо Сарпанева), природные мотивы (Тапио Вирккала) и принципы интернационального функционального и минималистического дизайна (Алвар Аалто).
В послевоенный период развитие дизайна в Финляндии было частью масштабной государственной программы, связанной с поддержкой и продвижением национальной культуры. 1951 считается годом так называемого «Миланского Чуда»: финский дизайн был масштабно представлен на IX Миланской Триеннале и ведущих дизайнерских выставках. В 1954 на десятой Триеннале в Милане стенд Финляндии оформлял Тапио Вирккала, продемонстрировав широкий спектр работ из разнообразных материалов и сделав акцент на «скульптурном» характере финского дизайна. Финские дизайнеры-стеклодувы, в частности, много работали для стеклодувных мануфактур в Мурано. Прикладной и бытовой финский дизайн претендовал на статус художественного объекта. Каждый предмет рассматривался не просто как удобный предмет утвари, а как воплощение художественной идеи. Период 1960—1970-х годов считается «золотым веком» финского дизайна. Российский искусствовед Екатерина Васильева обращает внимание на то, что финский дизайн, построенный на формах и принципах интернационалльного стиля, можно считать одним из инструментов национальной идентичности. Специфика финской дизайн-программы предполагала использование принципов интернационального модернизма как части национальной художественной доктрины. Это обстоятельство можно считать важной характеристикой финского дизайна.
- Алвар Аалто
- Айно Аалто
- Ээро Аарнио
- Тапио Вирккала
- Мария Исола
- Инкери Лейво
- Антти Нурмесниеми
- Минна Парикка
- Элиэль Сааринен
- Тимо Сарпанева
- Илмари Тапиоваара
- Ойва Тойкка
- Кай Франк
- Клаус Хаапаниеми
- Курт Экхольм
- Angry Birds
- Arabia
- Artek
- Fiskars
- Iittala
- Marimekko
- Nokia

## Норвежский дизайн
Специфика норвежского дизайна — необычное положение по отношению как к интернациональным художественным течениям, так и к местной художественной традиции. Норвежская система предполагала жизнь большими хуторами-поместьями — изолированными от внешнего мира и, в то же время обеспеченных всем необходимым. Особенность Норвегии — сочетание суровых условий жизни и бытового комфорта, которые объединили национальную традицию и принципы интернационального дизайна.
Особенность норвежской культуры — продолжительное использование принципов движения искусств и ремесел, связанного с идеями национальной романтики, а также устойчивый интерес к стилю модерн, который в Норвегии приобрел черты сходства со средневековым «звериным стилем» (так называемый норвежский «Драконий стиль»).
Важное значение для специфического развития норвежского дизайна имело основание в 1918 году Норвежского союза дизайнеров (Landsforbundet Norsk Brukskunst, LNB), который поддерживал и развивал скорее традицию национального ремесла, нежели принципы интернационального стиля. Деятельность союза наложила отпечаток на всю систему дизайнерской школы в Норвегии, которая была ориентирована на сохранение традиционных форм, а не на поддержание и развитие интернациональных концепции дизайна.
- Дэвид Андерсен
- Густав Гаудернак
- Вилли Йоханссон
- Герхард Мюнте
- Питер Опсвик
- Грета Притц
- Фрида Хансен
- Тиас Экхофф
- Пошгрюннский фарфор
- Хадэланьское стекло

## Исландский дизайн
Особенность исландского дизайна заключается в его позднем развитии. Исландия практически не принимала участия в формировании художественных идей начала XX века. В силу того, что страна занимает одно из самых изолированных положений среди всех скандинавских стран, она практически не участвовала в последовательном художественном процессе континентальных государств. При этом до середины XX века Исландия оставалась частью Дании, получив независимость только в 1944 году. Принципиальное значение для развития дизайна в Исландии имело открытие Исландской школы искусств и ремёсел в Рейкьявике в 1939 году (ныне факультет дизайна Исландской академии искусств). Особенность исландского дизайна — его специфическое отношение к модернизму. Элементы нового направления появились в Исландии в тот момент когда интернациональный стиль, по сути, был уже состоявшимся явлением. Знакомство с модернизмом совпало с обретением независимости. Отчасти поэтому, модернизм в Исландии воспринимался как символ национальной свободы и идентичности, а не признак космополитичной художественной доктрины.
Специфика исландского дизайна — нехватка и ограниченное использование новых материалов (таких как стекло, пластик, сталь) и повышенный интерес к естественному природному сырью: вулканическое стекло, застывшая лава, грубый камень. С целью поддержки и развития национальной прикладной школы в 1950—1960-е годы на острове существовал запрет на импорт мебели. Начиная с 1990-х годов основной акцент был сделан на развитие графического и компьютерного дизайна.
- Лудвиг Гвюдмюндссон (Lúðvíg Guðmundsson; 23 июня 1897 — 25 августа 1966)
- Эйнар Йоунссон
- Гуннар Магнуссон (Gunnar Magnússon; 4 августа 1933 — 8 июля 2023)
- Йоунас Соульмюндссон (Jónas Sólmundsson; 20 августа 1905 — 23 августа 1983)
- Хельги Хадльгримссон (Helgi Hallgrímsson; 4 ноября 1911 — 2 июня 2005)
- Вальдис Харрисдоуттир (Valdís Harrysdóttir; род. 20 декабря 1959)